# Pan Tau (Fernsehserie, 2020)
Pan Tau (deutsch „Herr Tau“) ist eine 14-teilige Kinderserie, die ab dem 4. Oktober 2020 im Ersten gezeigt wurde. Es handelt sich um eine Neuauflage der gleichnamigen deutsch-tschechoslowakischen Koproduktion, die von 1970 bis 1978 ausgestrahlt wurde. Die neue Serie wurde möglich, nachdem die Erben der Schöpfer die Rechte an ein Münchner Produktionsunternehmen verkauft hatten.
Pan Tau ist ein freundlicher Herr, trägt einen eleganten Anzug und ist immer da, wo Schüler der Westpark High School ihn brauchen. Obwohl er aus einer völlig anderen Zeit zu stammen scheint und kein Wort spricht, versteht er doch vieles und reagiert auf Probleme auf seine ganz eigene Art und Weise. Er kann zaubern und sorgt allein durch das Antippen der Melone auf seinem Kopf für magische Perspektivwechsel. Dabei scheint er alle Gesetze der Physik außer Kraft zu setzen. Jeweils zwei Episoden haben eine zusammenhängende Handlung mit zwei Schülern. Von diesen steht jeweils einer im Mittelpunkt der Hilfe von Pan Tau.

## Produktion

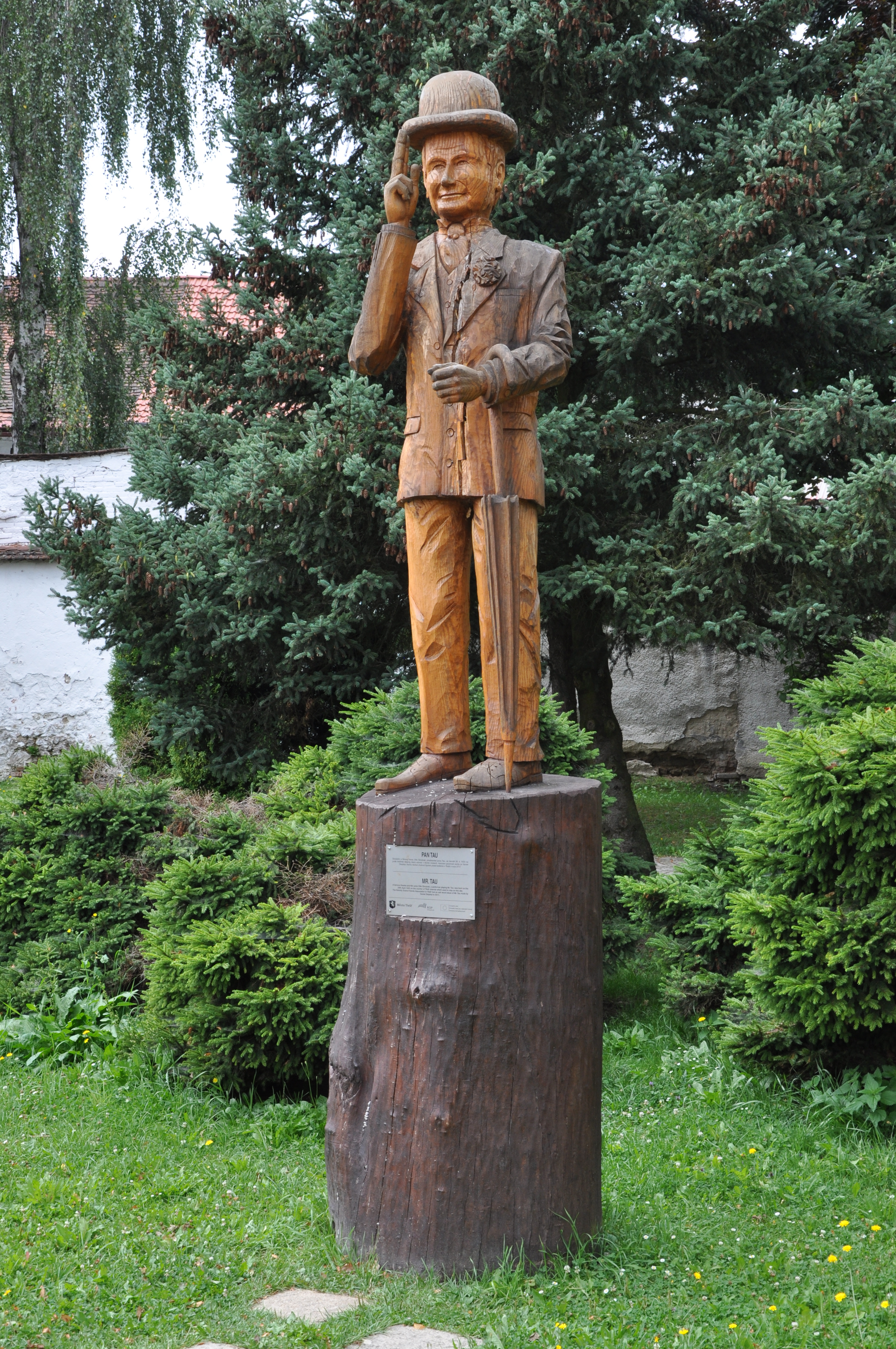
Skulptur von Pan Tau in Třešť

Es handelt sich um eine Neuauflage der gleichnamigen deutsch-tschechoslowakischen Koproduktion zwischen dem WDR, den Prager Filmstudios Barrandov und dem tschechoslowakischen Fernsehen ČST zum 50-jährigen TV-Jubiläum. Die Originalserie wurde zwischen 1970 und 1978 ausgestrahlt, ab 1973 auch im DDR-Fernsehen. Die Titelfigur Pan Tau ist ein stets freundlich lächelnder, eleganter, gutmütiger Herr im Stresemann-Anzug mit einer Melone.
Nach jahrelangen Verhandlungen hatte sich das Produktionsunternehmen Caligari Film- und Fernsehproduktion die Rechte für die Neuauflage gesichert. Von der Filmförderungsanstalt erhielt das Unternehmen 1.408.000 Euro, von der Film- und Medienstiftung NRW 350.000 Euro und vom FilmFernsehFonds Bayern 80.000 Euro für Entwicklung und 800.000 Euro für die Produktion. Regie führte Franziska Meyer Price.
Die Titelrolle wurde mit dem britischen Comedian Matt Edwards besetzt.
Das 14-teilige Serien-Remake wurde zum 50-jährigen TV-Jubiläum erstmals gezeigt. Anfang Oktober 2020 wurden die ersten vier Folgen der Serie beim Film Festival Cologne vorgestellt. Ab dem 4. Oktober 2020 lief sie im Ersten. Seit dem 27. September 2020 ist sie in der Mediathek der ARD verfügbar.

## Rezeption
Martin Zips war auf Sueddeutsche.de darüber enttäuscht, dass abermals eine alte Figur (wie Wickie und die Biene Maja) neu aufgelegt worden sei, anstatt dass man sich für die heutige Generation etwas Neues einfallen ließe. Aus dem sympathischen Zauberer von früher sei jetzt ein Eventmanager und Angebefaktor für Teenager geworden.
Auf RND.de heißt es, der neue Pan Tau sei „unternehmungslustiger und frecher als das Original“. Die Serie sei weniger ein Märchen, sondern behandele die „heutige Welt junger Zuschauer“. „Das chaotisch-heimelige Familienleben von früher wird in der modernen Version ersetzt durch eine durchgestylte Hochglanz-Optik“.

## Besetzung und Synchronisation
| Schauspieler             | Rollenname                      | Figurenbeschreibung                                                                  | Episoden | Deutsche Synchronstimme |
| ------------------------ | ------------------------------- | ------------------------------------------------------------------------------------ | -------- | ----------------------- |
| Matt Edwards             | Pan Tau                         | freundlicher Herr im eleganten Stresemann-Anzug und magischem Bowler-Hat             | 1–14     |                         |
| Hannah Chinn             | Charlotte/Karlotta von Westpark | Mädchen, wird von Pan Tau in die Handlung des Buches gezaubert, Tochter von Caroline | 1–2, 12  | Corinna Dorenkamp       |
| Joseph Cohen             | Justus                          | Sohn von Caroline, begeisterter Fan von Swordstone-Fantasy-Romanen                   | 1–2      | Tom Raczko              |
| Helmfried von Lüttichau  | Mordock                         | Böser Zauberer                                                                       | 1–2      | Helmfried von Lüttichau |
| Michael Higgs            | König                           | König von Swordstone                                                                 | 1–2      |                         |
| Claire Lacey             |                                 |                                                                                      | 1–2      |                         |
| Sophie von Kessel        | Theodore Frangos                | Autorin der Bestseller-Swordstone-Fantasy-Romane                                     | 1–2      | Sophie von Kessel       |
| Niamh McGrady            | Caroline                        | Buchhändlerin, Mutter von Charlotte und Justus                                       | 1–2      |                         |
| David Baalcke            |                                 |                                                                                      | 1–2      |                         |
| Susannah Edgley          |                                 |                                                                                      | 1–2      |                         |
| Julia Anna Grob          |                                 |                                                                                      | 1, 11    |                         |
| René Oltmanns            |                                 | Soldat                                                                               | 1–2      |                         |
| Jacob Avery              |                                 |                                                                                      | 1, 11–12 |                         |
| Adam Gillian             |                                 |                                                                                      | 2        |                         |
| Tom Gerhardt             | Tom Gerhardt                    | Hausmeister der Schule                                                               | 2, 14    | Tom Gerhardt            |
| Bethany Billy            | Kat Starr                       |                                                                                      | 3–4, 11  |                         |
| Megan Richards           | Sarabel                         |                                                                                      | 3–4, 11  |                         |
| Matthew Wolf             |                                 |                                                                                      | 3–4      |                         |
| Jasmine Jobson           |                                 |                                                                                      | 3        |                         |
| Yasmine Hill             | Jazz                            |                                                                                      | 3        |                         |
| Holly Horne              |                                 |                                                                                      | 3        |                         |
| Valentin Thunig          |                                 |                                                                                      | 3, 5, 7  |                         |
| Malik Edlmann            |                                 |                                                                                      | 3, 7     |                         |
| Max Downes               |                                 |                                                                                      | 3–4      |                         |
| Louis Swanepoel          | Lucas                           |                                                                                      | 3, 7–8   |                         |
| Valerie Niehaus          | Betty                           | Sarahbelles Mutter                                                                   | 4        | Valerie Niehaus         |
| Stephen Sikder           |                                 |                                                                                      | 4        |                         |
| Teagan Paton             |                                 |                                                                                      | 5–6      |                         |
| Richard Linnell          |                                 |                                                                                      | 5–6      |                         |
| James Chalmers           | Joe Bend                        |                                                                                      | 5–6      |                         |
| Olivia Caffrey           |                                 |                                                                                      | 5        |                         |
| Armin Rohde              | Hr. Escher                      | Restaurantbetreiber                                                                  | 5        | Armin Rohde             |
| Sean Baker               |                                 |                                                                                      | 6        |                         |
| Katharina Wackernagel    | Irene                           | Bäuerin vom Nachbarhof                                                               | 6        | Katharina Wackernagel   |
| Ferdinand Dörfler        |                                 |                                                                                      | 6        |                         |
| Josef Pfitzer            |                                 |                                                                                      | 6        |                         |
| Claudia Zita             | Lara                            |                                                                                      | 7–8      |                         |
| Alex Babic               |                                 |                                                                                      | 7–8      |                         |
| Jan Anderson             |                                 |                                                                                      | 7–8      |                         |
| Tamaira Hesson           |                                 |                                                                                      | 7–8      |                         |
| Nadja Sabersky           |                                 |                                                                                      | 7–8      |                         |
| Katharina Stark          |                                 |                                                                                      | 7–8      |                         |
| Nick Buttermilch         |                                 |                                                                                      | 7        |                         |
| Lloyd Buchholz           |                                 |                                                                                      | 7        |                         |
| Alexander R. Koch        |                                 | Lehrer                                                                               | 7        |                         |
| Frieda Maria Wallbrecher |                                 |                                                                                      | 7        |                         |
| Isabella Thomson         |                                 |                                                                                      | 8        |                         |
| Daron Yates              |                                 |                                                                                      | 8        |                         |
| Johannes Herrschmann     |                                 |                                                                                      | 8        |                         |
| Connor Catchpole         |                                 |                                                                                      | 9–10     |                         |
| Natalia St. John Porther |                                 |                                                                                      | 9–10, 13 |                         |
| Kate Maravan             | Rebecca                         |                                                                                      | 9–10     |                         |
| Ben Jacobson             |                                 |                                                                                      | 9–10     |                         |
| Caroline Partridge       |                                 |                                                                                      | 9–10, 12 |                         |
| Lewis Ledlie             | Mac                             |                                                                                      | 9–10     |                         |
| Ethan Allington          |                                 |                                                                                      | 9–10     |                         |
| Ben Reynolds             |                                 |                                                                                      | 10       |                         |
| Hope Lloyd               |                                 |                                                                                      | 11–12    |                         |
| David Corbett            |                                 |                                                                                      | 11–12    |                         |
| Bettina Lamprecht        |                                 |                                                                                      | 12       |                         |
| Tim English              |                                 |                                                                                      | 12       |                         |
| Josh Burdett             | Bill Booker                     |                                                                                      | 12       |                         |
| Liz Garland              |                                 |                                                                                      | 12       |                         |
| Jordan Quinn             |                                 |                                                                                      | 13–14    |                         |
| Erynn Wagstaff           |                                 |                                                                                      | 13–14    |                         |
| Selina Giles             | Kim                             |                                                                                      | 13–14    | Judith Jakob            |
| Orlando Seale            |                                 |                                                                                      | 13–14    |                         |
| Jack Kane                |                                 |                                                                                      | 13–14    |                         |
| Butz Ulrich Buse         |                                 |                                                                                      | 13       |                         |
| Susan Kyd                |                                 |                                                                                      | 13–14    |                         |
| Rosalind Lailey          |                                 |                                                                                      | 14       |                         |

## Episodenliste
| Nr. | Originaltitel              | Regie                               | Drehbuch                                              |
| --- | -------------------------- | ----------------------------------- | ----------------------------------------------------- |
| 1   | Duell der Magier           | Franziska Meyer Price               | Steven Bawol                                          |
| 2   | Blumen für den Ritter      | Franziska Meyer Price               | Steven Bawol                                          |
| 3   | Tierisch beste Freundinnen | Franziska Meyer Price               | Mark Slater, Gabriele M. Walther                      |
| 4   | Die Überflieger            | Franziska Meyer Price               | Mark Slater, Gabriele M. Walther                      |
| 5   | Durchkreuzte Pläne         | Franziska Meyer Price, Michael Zens | Mark Slater, Gabriele M. Walther                      |
| 6   | Blauer Honig               | Franziska Meyer Price, Michael Zens | Mark Slater, Gabriele M. Walther                      |
| 7   | Große Träume               | Franziska Meyer Price               | Gabriele M. Walther                                   |
| 8   | Urlaub mit Gartenzwerg     | Franziska Meyer Price               | Gabriele M. Walther                                   |
| 9   | Krach am Gartenzaun        | Franziska Meyer Price               | Jonathan Evans, Gabriel M. Walther, Marcus Hamann     |
| 10  | Die dritte Dimension       | Franziska Meyer Price               | Jonathan Evans, Gabriel M. Walther, Marcus Hamann     |
| 11  | Auf den Hund gekommen      | Franziska Meyer Price, Michael Zens | Jonathan Evans, Gabriel M. Walther, Steven Bawoi      |
| 12  | Chefsache                  | Franziska Meyer Price, Michael Zens | Jonathan Evans, Gabriel M. Walther, Steven Bawoi      |
| 13  | Prinzessin auf Rädern      | Franziska Meyer Price, Michael Zens | Shelley Hoffman, Robert Pincombe, Gabriele M. Walther |
| 14  | Cinderella gesucht         | Franziska Meyer Price, Michael Zens | Shelley Hoffman, Robert Pincombe, Gabriele M. Walther |